# 대한민국 동학농민혁명참여자명예회복심의위원회
동학농민혁명참여자명예회복심의위원회(東學農民革命參與者名譽回復審議委員會, National Commission on the Donghak Peasant Revolution)는 봉건제도의 개혁과 일제의 침략으로부터 국권수호를 위한 동학농민혁명참여자의 애국애족정신을 기리고 이를 계승 발전시켜 민족정기를 선양하며, 동학농민혁명 참여자와 그 유족의 명예를 회복함을 목적으로 제정된 동학농민혁명참여자등의명예회복에관한특별법 제3조 및 동법 시행령 제2조에 따라 2004년 9월 17일에 설치되었다. 2009년 12월 31일 기간 만료로 활동이 종료되었다.

## 연혁
- 2004년 3월 5일 특별법 공포.
- 2004년 9월 17일 동학농민혁명참여자명예회복심의위원회가 발족.
- 2007년 1월 26일 특별법의 일부개정에 따라 ‘유족’의 범위를 손자(孫子)에서 현손(玄孫)까지 확대한다.
- 2009년 12월 31일 기간만료에 따라 활동이 종료되었다.

## 구성
대한민국 국무총리 직속 기관으로서 정부위원 7명과 민간위원 8명으로 총 15명으로 구성되어 있었다.
활동 종료 당시 위원은 다음과 같다.
정부위원
- 정운찬 국무총리(위원장)
- 윤증현 기획재정부 장관
- 안병만 교육과학기술부 장관
- 이귀남 법무부 장관
- 이달곤 행정안전부 장관
- 유인촌 문화체육관광부 장관
- 김양 국가보훈처장

민간위원
- 이만열 연세대학교 석좌교수
- 김동환 천도교 교령
- 안병욱 가톨릭대학교 국사학 교수
- 이이화 동학농민혁명기념재단 이사장
- 김한식 국방대학교 명예교수
- 정남기 동학농민혁명유족회 회장
- 김정기 동학농민혁명기념사업회 고문
- 김소자 연합뉴스 편집국 전부국장

또한, 동학농민혁명참여자등의명예회복에관한특별법시행령 제6조에 따라 전문성을 높이기 위해 분과위원회가 설치되었고, 동법 제4조에 의해 특별시·광역시의 시장 및 각 도지사를 위원장으로 시·도 실무위원회가 구성되어 있었다.

## 주소
활동 종료 당시에 서울특별시 종로구 세종로 42번지 문화체육관광부 청사 2층에 위치했다.